# Ніколаєвський Юрій Васильович
Юрій Васильович Ніколаєвський (14 лютого 1937, Київ — 2004, Київ) — радянський, український шахіст, майстер спорту (1957).

Триразовий чемпіон України з шахів 1963, 1967 та 1977 років. Закінчив Київський університет.

## Кар'єра
Першого вагомого успіху Юрій Ніколаєвський добився в 1957 році, коли набравши 10 очок з 17 можливих (поділ 4-7 місць) у 26-му чемпіонаті України йому вдалося виконати норму майстра спорту. Наступного 1958 року з результатом 9½ очок з 13 можливих (+8-2=3) Юрій переміг у чемпіонаті Києва. Після чого його було включено до складу збірної СРСР на чемпіонат світу серед студентів 1958 року, що проходив в Варні. Виступаючи на 2 резервній дошці Ніколаєвський набрав 1½ очка з 3 можливих (+1-1=1), а його збірна посіла 1 місце.
В 1959 році з результатом 16 очок з 21 можливого (+12-1=8) Юрій став срібним призером 28-го чемпіонату України, поступившись лише Юхиму Геллеру, та випередивши на 2½ очка Леоніда Штейна. В тому ж році на черговому чемпіонаті світу серед студентів, набравши 8 очок з 10 можливих (+6-0=4), Юрій показав найкращий результат на 4-й дошці, а збірна СРСР завоювала срібні нагороди.
В 1960 році Ніколаєвський знову став срібним призером чемпіонату світу серед студентів, його результат на 4 дошці 5½ з 9 можливих (+5-3=1). Проте набравши 9½ очок з 16 можливих у чемпіонаті Києва (який також був півфінальним етапом чемпіонату України), не зумів пробитися в фінальний турнір чемпіонату України.
В 1963 році Юрій Ніколаєвський вперше став чемпіоном України.
В 1966 році Ніколаєвський вперше зіграв в фінальному турнірі чемпіонату СРСР. Та дебют для киянина, щоправда, був не дуже вдалим, набравши 7½ очок з 20 можливих (+4-9=7) посів лише передостаннє 20 місце. Але головне він вперше отримав відрядження на особистий міжнародний турнір у Варну, де посів 4 місце та отримав 1 бал на звання міжнародного майстра. На жаль, другу спробу йому не подарували як всесоюзна, так і всеукраїнська шахові федерації — завжди на вакантні місця вони висували найкращі, на їхню думку, кандидатури.
В 1967 році набравши 10 очок з 13 можливих, Юрій Ніколаєвський вдруге став переможцем чемпіонату України. В тому ж році він знову взяв участь в чемпіонаті СРСР, що проходив в Харкові за швейцарською системою за участі 126 шахістів. Набравши 7 очок з 13 можливих Ніколаєвський розділив 44-51 місця.
В 1968 році посів 2 місце на чемпіонаті України, поступившись 2 очками Юрію Сахарову.
В 1971 році Ніколаєвський в третій та останній раз зіграв в чемпіонаті СРСР розділивши 17-19 місця серед 22 учасників.
В 1977 році Юрій втретє став чемпіоном України.
В 1978 році Юрій Ніколаєвський закінчив свої виступи на високому рівні, зігравши лише одного разу на Меморіалі Ігоря Платонова в 1995 році, де посів останнє 14 місце.

## Досягнення
- Чемпіон світу серед студентів (1958) у складі збірної СРСР, срібний призер (1959, 1960).
- Триразовий чемпіон України (1963, 1967, 1977), срібний призер (1959, 1968).
- Переможець II Всесоюзного масового турніру (1962).
- Фіналіст чемпіонатів СРСР (1966/1967, 1967, 1971).
- Призер II і IV Спартакіад народів СРСР (1959, 1967) і Всесоюзної Олімпіади (1972) у складі збірної України.
- Учасник матчів між збірними України і Болгарії (1962, 1963, 1964, 1965, 1966, 1967, 1968), України і Західного Берліна (1970).

## Результати виступів у чемпіонатах України
Юрій Ніколаєвський зіграв у 13-ти фінальних турнірах чемпіонатів України, набравши загалом 121½ очка зі 198 можливих.
| Рік  | Місто           | Турнір                 | +  | − | = | Результат | Місце   |
| ---- | --------------- | ---------------------- | -- | - | - | --------- | ------- |
| 1957 | Київ            | 26-й чемпіонат України | 8  | 5 | 4 | 10 з 17   | 4 — 7   |
| 1958 | Київ            | 27-й чемпіонат України | 5  | 5 | 6 | 8 з 16    | 10      |
| 1959 | Київ            | 28-й чемпіонат України | 12 | 1 | 8 | 16 з 21   | Silver  |
| 1962 | Київ            | 31-й чемпіонат України | 7  | 4 | 6 | 10 з 17   | 6       |
| 1963 | Київ            | 32-й чемпіонат України | 8  | 3 | 6 | 11 з 17   | Gold    |
| 1966 | Київ            | 35-й чемпіонат України | 6  | 6 | 5 | 8½ з 17   | 9 — 10  |
| 1967 | Київ            | 36-й чемпіонат України | 7  | 0 | 6 | 10 з 13   | Gold    |
| 1968 | Київ            | 37-й чемпіонат України | 6  | 2 | 9 | 10½ з 17  | — 5     |
| 1970 | Київ            | 39-й чемпіонат України | 4  | 7 | 6 | 7 з 17    | 13 — 14 |
| 1974 | Львів           | 43-й чемпіонат України |    |   |   | 7½ з 13   | 11 — 16 |
| 1975 | Дніпропетровськ | 44-й чемпіонат України |    |   |   | 6½ з 9    | 4 — 5   |
| 1977 | Житомир         | 46-й чемпіонат України | 5  | 0 | 4 | 7 з 9     | Gold    |
| 1978 | Ялта            | 47-й чемпіонат України | 6  | 2 | 7 | 9½ з 15   | 4       |